# سبزک چشم‌خاکستری
سبزک چشم‌خاکستری (نام علمی: Hylophilus amaurocephalus) نام یک گونه از سرده جنگل‌دوست‌ها است.